# Collection d'Antioche

La collection d'Antioche (ou plus précisément Collection canonique d'Antioche) est le premier corpus canonique de l'Église chrétienne.
En 1983, Marcel Metzger faisait remarquer, à propos des Constitutions apostoliques incluses dans cette collection, que l'auteur pouvait être seul ou qu'il pouvait s'agir d'un atelier sous la direction d'une personne tant le travail fourni était important. En 2010, Aram Mardirossian a déterminé qu'elle aurait été composée en 370 par l'évêque Euzoïos (?-378) de l'Église homéenne, dite aussi « semi-arienne », qui constituait une forme d'arianisme modéré, alors soutenue par l'empereur Valens.
Cette création se comprend dans un contexte de guerre doctrinale et de controverses christologiques entre les subordinatianistes (dont feront partie les partisans de l'arianisme) et les consubstantianistes (les homoousiens) qui déchirent la chrétienté durant tout le IVe siècle. C'est, pour reprendre les mots d'Aram Mardirossian, une « compilation de combat ».
La collection a été pensée pour répondre à la fois dans le fond et dans la forme à deux objectifs : pratique, facilement utilisable, elle devait permettre, d'une part, de lutter contre les hérétiques, les courants rigoristes, et, d'autre part, elle se devait de constituer un embryon de droit canonique commun à l'ensemble de la Pars Orientis.

## Composition et but de la collection

### Composition et facilité d'emploi
La collection est composée, à la base, des canons des synodes locaux d'Ancyre (314), de Néocésarée (314/319), de Gangres (355), d'Antioche (328) et de Laodicée (363/364). Afin d'accroître la légitimité de sa collection et pour lui servir de caution pour fonder et justifier la législation canonique qui est censée en procéder, l'évèque Euzoïos a incorporé à cet ensemble les Constitutions apostoliques dont il est aussi l'auteur. En effet, ces dernières qui puisent à diverses sources, sont une synthèse des recueils canonico-liturgiques pseudépigraphes dont les auteurs n'auraient été que les disciples du Christ (les livres 1 à 6 sont une reformulation de la Didascalia Apostolorum ; le livre 7 est un texte basé sur la Didachè ; le livre 8, chapitres 1 et 2, est composé par un extrait des Charismata ; les chapitres 3 à 46 sont écrits à partir de la Tradition apostolique et le chapitre 47 est constitué par le Canon des Apôtres ou Canons apostoliques).
D'un point de vue technique, les groupes canoniques devaient être placés les uns à la suite des autres, selon un ordre chronologique réel ou supposé. Chaque canon était numéroté par concile ou par groupe, et probablement une seconde fois de façon continue afin de rendre l'ensemble aisément utilisable. Cette technique était si efficace que les nicéens la conservèrent lorsqu'ils ont repris la collection à leur compte.

### Le droit contre les hérétiques
La collection avait pour objectif premier de combattre les « hérétiques » qui refusaient la foi officielle de la Pars Orientis, celle d'Euzoïos, la foi homéenne. L'œuvre incorpore donc les canons des synodes locaux antérieurs cités plus haut et dont aucun n'avait été élaboré par les homéens mais ils avaient l'avantage de représenter un large éventail géographique (le Pont, l'Orient, l'Asie ou diocèse d'Asie, l'ensemble des trois formant l'Asie mineure). « Chacun des quatre blocs canoniques [1) Préantiochiens : Néocésarée et Ancyre ; 2) Antioche ; 3) Gangres ; 4) Laodicée] (…) étaient destinés à condamner respectivement les novatianistes, les vétéro et les néo-nicéens, les homéousiens, et les anoméens ». Néanmoins, ces cinq groupes canoniques étaient susceptibles d'une double lecture et ils avaient donc été incorporés pour des raisons éminemment politiques en laissant de côté les motivations qui avaient amené les différents conciles à rédiger leurs dispositions respectives. « Dans ce contexte de lutte acharnée, le droit canon est une arme » qui avait aussi pour but la maîtrise de la hiérarchie ecclésiastique.

### Le droit contre la coutume
L'effort important de l'Église homéenne en termes de droit canon est dû à la volonté de mieux contrôler le droit ecclésiastique de la Pars Orientis afin de réduire l'espace de la coutume dans le champ juridique. On comprend mieux ainsi pourquoi ce droit a été calqué sur la législation séculière : l'Église homéenne était favorable au droit, les consubstantianistes du concile de Nicée (325) à la coutume. Cette collection devait donc remplacer, dans quelques domaines clefs, la coutume locale par la législation conciliaire.
La législation ainsi retenue intégrait les décisions qui permettaient de régler les principaux problèmes d'une époque troublée et secouée par les oppositions doctrinales. Cependant, Euzoïos, évêque rassembleur, a aussi voulu favoriser la vie de l'Église, organiser son administration et permettre la réintégration future des lapsi en son sein. C'est pourquoi il a adopté une position moyenne tout en mettant en place un système judiciaire.
Le recueil ainsi constitué devait pouvoir créer un embryon de droit canonique pouvant être accepté par tous et devenir commun à l'ensemble de la Pars Orientis. C'est une étape décisive dans le développement du droit de l'Église et constitue en fait l'aboutissement d'un processus qui avait commencé au lendemain de la reconnaissance du christianisme comme religio licita en 313.

## Portée de la collection: naissance du canon à la lumière de la guerre doctrinale

### Naissance du droit canonique
L'œuvre d'Euzoïos représente aussi l'aboutissement d'un processus normatif commencé au lendemain du concile de Nicée (325) par les subordinatianistes afin que « le canon devienne règle ».
En effet, c'est au IIIe siècle que débute timidement la « littérature pseudo-apostolique », encore appelée « collections canonico-liturgiques ». Toutefois, ces documents ne font pas véritablement partie du droit. Même chrétien, l'empire conserve le ius civile (« droit des citoyens ») bien distinct du ius divinum et du fas. À cette époque, « droit et religion, à Rome, se sont harmonieusement partagé le monde, sans conflit ni chevauchement ». L'absence à peu près totale de législation dans l'Église en général avait donc laissé un rôle quasi-exclusif à la coutume et ce n'est donc qu'à la fin du IVe siècle qu'apparaît —  essentiellement sous l'impulsion des subordinatianistes — la source du droit qui restera définitivement le principal moyen de la législation canonique : les canons conciliaires.
L'ordre du jour de ces réunions est particulièrement varié puisqu'il peut tout aussi bien concerner des questions doctrinales, judiciaires, institutionnelles ou disciplinaires. La discussion des deux derniers thèmes est souvent sanctionnée par la rédaction d'actes qui, au cours du IVe siècle, vont prendre le nom de « canons », à ne pas confondre avec le canon au sens global du terme.
En effet, ce seul mot, κανών, constitue la pierre d'achoppement sur le plan juridique entre nicéens et subordinatianistes. De fait, les deux mouvements n'ont pas la même compréhension de ce terme clef. C'est dans la deuxième décennie du IVe siècle que les deux courants mettent en place, une fois pour toutes, leur approche antinomique du droit. On notera qu'à aucun moment le concile de Nicée ne qualifie ses Actes de canons.
C'est lors du concile d'Antioche en 328 que ses dispositions seront appelées « canons » et que ceux-ci actualiseront le canon. Pour la première fois, on trouve dans un texte juridique des dispositions qualifiées par leurs auteurs de « canon ». Un autre mot, très représentatif de l'état d'esprit des Antiochiens, sera utilisé pour désigner ces mesures : « règles », qui fait également référence aux prescriptions antérieures (contrairement au mot « règle » utilisé par le concile de Nicée). Évidemment, le mot coutume apparaît une seule fois d'ailleurs pour condamner la « mauvaise coutume ». La Collection d'Antioche ne fait ainsi que poursuivre l'évolution amorcée en 328.

### La constitution de la collection et sa conséquence dans la guerre doctrinale
Cependant, afin de permettre le retour au sein de l'Église des opposants aux homéens, Euzoïos avait pris soin de rédiger chaque canon de façon qu'ils puissent être interprétés différemment même si, sur le modèle de la législation impériale, les canons avaient été assortis de sanctions destinées à en assurer le respect alors que les nicéens avait fait un choix moins séculier visant à conserver, autant que possible, les structures traditionnelles.
Les nicéens, dont le rival d'Euzoïos, l'évêque nicéen Mélèce (360-381, et plusieurs exils) récupèrent la collection après la victoire de l'empereur nicéen Théodose Ier en 379 et la neutralisèrent : vingt canons du concile de Nicée ont été placés en tête de la collection en dépit du désordre chronologique occasionné par ce remaniement. Ils se l'approprièrent, niant ainsi les conflits passés et désamorçant aussi toute opposition future. Les canons purement disciplinaires pouvaient, au prix d'une lecture légèrement différente, être réutilisés.
« Ainsi, estime L. Guichard, la victoire des homoousiens en 380 doit beaucoup à la cavalerie gothique. La chance de Nicée fut sans doute que l'empereur emporté par ce désastre ait été homéen. Comme Valens, l'homéisme périt sur le champ de bataille d'Andrinople ».
Enfin, dès 381, Théodose Ier prit des mesures contre les hérétiques et confirma la doctrine de Nicée.

## Devenir de la collection
La collection d'Antioche, version nicéenne, sera par la suite reprise par les conciles œcuméniques de Constantinople I (381) et de Chalcédoine (451), qui renforceront son audience et assoiront son autorité. Au tournant des IVe et Ve siècles, le Synodicon élaboré par le concile œcuménique de Constantinople (381) fut intégré à ce corpus. Enfin, au VIe siècle, probablement sous l’influence des compilations de droit séculier, et en particulier celles de l'empereur Justinien, l'Église byzantine s’est efforcée de rassembler les différents textes canoniques dans des collections systématiques, selon un classement thématique. Tombée par la suite dans l'oubli en ce qui concerne la pratique, elle a quand même constitué le cœur de la majeure partie des collections canoniques du haut Moyen Âge comme la Dionysio-Hadriana.